# (6048) 1991 UC1
(6048) 1991 UC1 (1991 UC1, 1993 CM1) — астероїд головного поясу, відкритий 18 жовтня 1991 року.
Тіссеранів параметр щодо Юпітера — 3,405.